# North Ferriby
North Ferriby est un village situé dans le Yorkshire de l'Est, au nord de l'Angleterre. Il est situé sur la rive nord du Humber à 5 km à l'ouest du pont du Humber. En 2011, sa population est de 3 893 habitants.
North Ferriby possède une gare sur la ligne entre Gilberdyke et Hull. Elle est simplement nommée Ferriby.

## Source de la traduction
- (en) Cet article est partiellement ou en totalité issu de l’article de Wikipédia en anglais intitulé « North Ferriby » (voir la liste des auteurs).